# Изборна скупштина САНУ 1994.
Српска академија наука и уметности основана је 1. новембра 1886. Првих 16. академика поставио је указом краљ Милан Обреновић 5. априла 1887, а затим су нове чланове бирали сами академици на својим изборним скупштинама.
Овим изборним скупштинама Академија се обнављала и подмлађивала, и у томе је њихов велики значај. У овом чланку налазе се информације о резултатима изборне скупштине одржане 27. октобра 1994, посебно за редовне, дописне, чланове ван радног састава и иностране чланове. Ради прегледности информације су разврстане према одељењима, којих је тада било 7.
За информације о осталим изборним скупштинама погледајте Изборне скупштине САНУ.
| Име и презиме           | Године рођења и смрти | Одељење                             |
| ----------------------- | --------------------- | ----------------------------------- |
| Слободан В. Рибникар    | 1929-2008             | одељење природно-математичких наука |
| Драгош Цветковић        | 1941                  | одељење природно-математичких наука |
| Мирослав Гашић          | 1932-2022             | одељење природно-математичких наука |
| Ђорђе Злоковић          | 1927-2017             | одељење техничких наука             |
| Миомир Вукобратовић     | 1931-2012             | одељење техничких наука             |
| Иван Спужић             | 1928-2003             | одељење медицинских наука           |
| Живојин Бумбаширевић    | 1920-2008             | одељење медицинских наука           |
| Свето Суша              | 1925-2013             | одељење медицинских наука           |
| Зоран Константиновић    | 1920-2007             | одељење језика и књижевности        |
| Митар Пешикан           | 1927-1996             | одељење језика и књижевности        |
| Никола Милошевић        | 1929-2007             | одељење језика и књижевности        |
| Љубомир Симовић         | 1935-2025             | одељење језика и књижевности        |
| Никша Стипчевић         | 1929-2011             | одељење језика и књижевности        |
| Љубомир Тадић           | 1925-2013             | одељење друштвених наука            |
| Миодраг Јовичић         | 1925-1999             | одељење друштвених наука            |
| Владислав Поповић       | 1930-1999             | одељење историјских наука           |
| Десанка Ковачевић-Којић | 1925-2022             | одељење историјских наука           |
| Дејан Деспић            | 1930-2024             | одељење ликовне и музичке уметности |
| Светомир Арсић Басара   | 1928-2024             | одељење ликовне и музичке уметности |

| Име и презиме       | Године рођења и смрти | Одељење                             |
| ------------------- | --------------------- | ----------------------------------- |
| Радослав Аџић       | 1942                  | одељење природно-математичких наука |
| Милан Курепа        | 1933-2000             | одељење природно-математичких наука |
| Ђорђе Ђукић         | 1943–2019             | одељење техничких наука             |
| Борислав Закић      | 1926-2003             | одељење техничких наука             |
| Зоран Герзић        | 1927-2001             | одељење медицинских наука           |
| Миодраг Остојић     | 1946                  | одељење медицинских наука           |
| Богомир Мршуља      | 1940-1994             | одељење медицинских наука           |
| Владета Јеротић     | 1924-2018             | одељење језика и књижевности        |
| Иван В. Лалић       | 1931-1996             | одељење језика и књижевности        |
| Петар Џаџић         | 1929-1996             | одељење језика и књижевности        |
| Драгослав Аврамовић | 1919-2001             | одељење друштвених наука            |
| Михаило Ђурић       | 1925-2011             | одељење друштвених наука            |
| Јованка Калић       | 1933                  | одељење историјских наука           |
| Гојко Суботић       | 1931                  | одељење историјских наука           |

| Име и презиме | Године рођења и смрти | Одељење                             |
| ------------- | --------------------- | ----------------------------------- |
| Владо Стругар | 1922-2019             | одељење историјских наука           |
| Петар Омчикус | 1926-2019             | одељење ликовне и музичке уметности |

| Име и презиме            | Године рођења и смрти | Одељење                             |
| ------------------------ | --------------------- | ----------------------------------- |
| Константин Секерис       | 1933-2009             | одељење природно-математичких наука |
| Игор Владимирович Торгов | 1912-2007             | одељење природно-математичких наука |
| Велибор Крсмановић       | 1932                  | одељење природно-математичких наука |
| Вукан Вучић              | 1935                  | одељење техничких наука             |
| Тибор Кашаи              | 1930                  | одељење медицинских наука           |
| Момир Поленаковић        | 1939-2021             | одељење медицинских наука           |
| Јевгениј Иванович Чазов  | 1929-2021             | одељење медицинских наука           |
| Василис Танопулос        | 1942                  | одељење медицинских наука           |
| Александар Солжењицин    | 1918-2008             | одељење језика и књижевности        |
| Ролф-Дитер Клуге         | 1937-2024             | одељење језика и књижевности        |
| Жан Пују                 | 1917-1996             | одељење историјских наука           |
| Александар Фол           | 1933-2006             | одељење историјских наука           |
| Хараламбос Бурас         | 1933-2016             | одељење историјских наука           |